# Червоные Вышки (Глуховский район)
Червоные Вышки (укр. Червоні Вишки) — село,
Фотовижский сельский совет,
Глуховский район,
Сумская область,
Украина.
Село ликвидировано в 1979-1982 годах.

## Географическое положение
Село Червоные Вышки находится у истоков рек Муравейня и Смолянка.
На расстоянии до 2-х км расположены сёла Муравейня и Фотовиж.
Рядом с селом проходит граница с Россией.

## История
- 1979-1982 — село ликвидировано.